# أ. د. غروفر
أ. د. غروفر (بالإنجليزية: A. D. Grover)‏ هو عازف بانجو أمريكي، ولد في 18 فبراير 1865، وتوفي في 23 أكتوبر 1927.